# Valéry Larbaud
Valery Nicolas Larbaud, més conegut com a Valéry Larbaud (Vichy, França, 29 d'agost de 1881 - Vichy, França, 2 de febrer 1957) fou un escriptor, poeta, traductor i crític literari francès.
Valery Larbaud fou un important representant de la literatura universal gràcies als seus perspicaços estudis crítics, a les seves ambicioses i excel·lents traduccions, i a la seva contribució a la tècnica del monòleg interior, però a més de com a crític i traductor també destacà com a creador.
Nascut en el si d'una família pròspera, propietària de l'explotació de les famoses aigües de Vichy, fill d'Isabelle Bureau des Etivaux i de Nicolás Larbaud, va rebre una educació còmoda que li va permetre viatjar pràcticament per tot Europa, des de Sant Petersburg a Tunísia.
Com a escriptor, en la seva poesia (Les poésies de A.O. Barnabooth, 1923) i en novel·les com Fermina Marquez (1911) revela la seva passió pel món modern i per la felicitat. I en Amants, heureux amants... (1923) introdueix el procediment del monòleg interior de Joyce.
Com a traductor, Larbaud és el responsable de les traduccions al francès de Joseph Conrad, Thomas Hardy, Samuel Butler, William Faulkner, Walt Whitman, a més de fer la supervisió de la traducció d'Ulysses de James Joyce. Més tard, va dirigir la seva atenció a la traducció d'autors de llengua espanyola, tant europeus com hispanoamericans, com el poeta i narrador mexicà Alfonso Reyes, Ramón Gómez de la Serna o Miguel de Unamuno.
Com a crític literari, es pot percebre la varietat i la riquesa d'anàlisi de Sous l'invocation de Saint Jerôme, considerada una obra important per a la comparatística, la crítica literària i la teoria de la traducció, ja que proposa un ampli ventall de qüestió és rellevant en aquests àmbits. Una altra obra destacada, amb interessos decididament multiculturalistes és el seu assaig República Mundial de les Letras.
Corresponsal per a Espanya del diari Le Figaro, es dedicà a transcriure al francès l'obra de l'escriptor i filòleg del Regne Unit Samuel Butler, després de diversos viatges per Madrid, Barcelona o Sant Sebastià, i s'instal·là durant gairebé quatre anys a Alacant, des de l'octubre de 1916 a l'abril de 1920. Feble de salut, abans de deixar Alacant li dedicà una de les seves novel·les, Beauté, mon beau souci (La bellesa, la meva bella preocupació). El novembre del 1935 després d'una greu hemorràgia quedà postrat per sempre en una cadira de rodes, fins a la seva mort, el 1957, sempre atès per la seva dona, la genovesa Maria Angela Nebbia, amb qui no va tenir fills. En aquells darrers i difícils anys, va gastar la seva fortuna, va vendre el seu patrimoni i va perdre la biblioteca. A la ciutat de Vichy existeix un museu on es conserva i exhibeix part de la seva memòria.
L'any 1967 l'Associació Internacional d'Amics de Valery Larbaud i l'Ajuntament de Vichy van crear un premi literari anomenat "Premi Valéry Larbaud" en honor a l'escriptor francés, que s'atorga cada any "a un escriptor que hagi publicat una obra que li hauria agradat a Valery Larbaud, o que l'esperit, el sentit i el pensament estiguin d'acord amb els de Larbaud".